# Maliyappanahalli, Kolar
Maliyappanahalli là một làng thuộc tehsil Kolar, huyện Kolar, bang Karnataka, Ấn Độ.